# ヴァイオリン協奏曲第1番 (ヴィエニャフスキ)
ヘンリク・ヴィエニャフスキの《ヴァイオリン協奏曲 第1番 嬰ヘ短調》は、1853年10月27日にライプツィヒで初演された。総譜はプロイセン国王フリードリヒ・ヴィルヘルム4世に献呈されている。演奏時間は約27分から30分ほどである。

## 編成
独奏ヴァイオリン、フルート2、オーボエ2、クラリネット2、ファゴット2、ホルン2、トランペット2、トロンボーン3、ティンパニ、弦5部

## 楽曲構成
以下の3楽章から成る。
1. アレグロ・モデラート Allegro moderato

1. 「祈り」ラルゲット Preghiera: Larghetto

1. 「ロンド」アレグロ・ジョコーゾ Rondo: Allegro giocoso

### 第1楽章
嬰へ短調、4分の4拍子。対照的な2主題からなる協奏風ソナタ形式。付点リズムの第1主題は、始めのうちはためらいがちであり、チェロに始まるロ長調の第2主題は、音域の広さと情感の豊かさが特徴的である。ヴァイオリン独奏の驚異的な超絶技巧は、これらの主題に装飾音を施してゆき、作り付けのカデンツァにおいては重音奏法やハーモニクスを駆使している。最後は嬰ヘ長調で終結する。約15分を要し、全曲中最も長い。

### 第2楽章「祈り」
4分の4拍子、イ長調による短い抒情的な間奏曲である。木管楽器とホルンが主役を張っている。そのまま直ぐにロンドへとつながってゆく。

### 第3楽章「ロンド」
終楽章は嬰ヘ短調、4分の2拍子の溌剌とした軽快なロンド形式で、対比的なロ長調のエピソードがある。最後まで華やかな技巧を披露して嬰へ短調で終結する。

### 評価
本作は、第2楽章と第3楽章が弱いために、演奏会で演奏されることは滅多にない。この作品については、濃密で技術的要求の高い第1楽章と、透明だが柔弱な後続楽章との間でつり合いが取れていないとする意見が多い。